# Volby do Slovenské národní rady 1946
Volby do Slovenské národní rady 1946 se uskutečnily 14. srpna 1946, kdy byly stranám přiděleny mandáty podle volebního výsledku ve volbách do Ústavodárného národního shromáždění 26. května téhož roku. Ve volbách s omezenou politickou soutěží v rámci systému Národní fronty získala absolutní většinu konzervativní Demokratická strana.
Jednalo se o první volby do slovenského zákonodárného sboru po druhé světové válce a první volby do SNR vůbec.

## Průběh voleb a volební systém
Za hlasování do Slovenské národní rady bylo považováno hlasování do Ústavodárného národního shromáždění z 26. května 1946. Podle těchto výsledků bylo určeno nové složení také národních výborů na všech úrovních (tj. na Slovensku místní a okresní). Obnovení SNR na podkladě voleb do ÚNS bylo dohodnuto v rámci tzv. třetí pražské dohody a provedeno nařízením SNR č. 91/1946 O obnovení Slovenskej národnej rady na podklade výsledku volieb do Ústavodarného národného shromaždenia.
Seznamy kandidátů do Slovenské národní rady schválila slovenská Národní fronta dne 7. srpna 1946. 14. srpna pak pověřenectvo vnitra stranám přidělilo mandáty.

## Povolené strany
| Strana | Strana                        | Ideologie             | Lídr           |
| ------ | ----------------------------- | --------------------- | -------------- |
|        | Demokratická strana           | Konzervatismus        | Jozef Lettrich |
|        | Komunistická strana Slovenska | Komunismus            | Karol Šmidke   |
|        | Strana svobody                | Křesťanská demokracie | Vavro Šrobár   |
|        | Strana práce                  | Sociální demokracie   | Ivan Frlička   |

## Výsledky
|                        |                               |           |       |         |         |
| Strana                 | Strana                        | Hlasy     | Hlasy | Mandáty | Mandáty |
| Strana                 | Strana                        | Počet     | %     | Počet   | ±       |
|                        | Demokratická strana           | 999 622   | 62,0  | 63      | +63     |
|                        | Komunistická strana Slovenska | 489 596   | 30,4  | 31      | +31     |
|                        | Strana svobody                | 60 195    | 3,7   | 3       | +3      |
|                        | Strana práce                  | 50 079    | 3,1   | 3       | +3      |
|                        | Bílé lístky                   | 12 724    | 0,8   | –       | –       |
| Celkem platných hlasů  | Celkem platných hlasů         | 1 612 216 | 100   | 100     | +37     |
| Voličů v seznamu/účast |                               |           |       |         |         |
| Zdroj:                 |                               |           |       |         |         |

| \| Podíl hlasů \| Podíl hlasů \| Podíl hlasů \| Podíl hlasů \| Podíl hlasů \| \| ----------- \| ----------- \| ----------- \| ----------- \| ----------- \| \| \| \| \| \| \| \| DS \| DS \| \| 62,0 % \| 62,0 % \| \| KSS \| KSS \| \| 30,4 % \| 30,4 % \| \| SS \| SS \| \| 3,7 % \| 3,7 % \| \| SP \| SP \| \| 3,1 % \| 3,1 % \| \| bílé lístky \| bílé lístky \| \| 0,8 % \| 0,8 % \| |             |  |        |        |
| Podíl hlasů |             |  |        |        |
| |             |  |        |        |
| DS | DS          |  | 62,0 % | 62,0 % |
| KSS | KSS         |  | 30,4 % | 30,4 % |
| SS | SS          |  | 3,7 %  | 3,7 %  |
| SP | SP          |  | 3,1 %  | 3,1 %  |
| bílé lístky | bílé lístky |  | 0,8 %  | 0,8 %  |